# Jels Nedersø
Jels Nedersø  er den sydligste og nederste af Jels Søerne, og ligger ned nordsiden af byen Jels  i Vejen Kommune omkring  20 km nordvest for Haderslev.  Nedersø har et areal på 54 hektar er omgivet af landbrugsarealer, men på sydsiden findes et smalt bælte med træbevoksninger. Nedersø er den dybeste af de tre søer, med en maksimal dybde på 11,2 meter og en middeldybde på 5,7 meter. Nord for søen ligger Jels Midtsø og Jels Voldsted.
Jels Søerne er en del af Ribe Å-systemet, der gennemstrømmes af Blå Å. Søen løber ud i Jels Å, der senere møder Gram Å, som løber ud i Ribe Å.
Ved sydenden af søen ligger et søbad og et friluftsteater hvor Jels Vikingespil afholdes hvert år. 
Ved Jels Søerne og deres nærmeste omgivelser blev et område på i alt 100 hektar fredet i 1960, for at sikre at der ikke bliver bygget mere langs søbredderne, og at der tages hensyn til de rekreative interesser.  En del af skovene ved søerne  er udlagt som urørt skov eller drives ved plukhugst.